# Zvratné sloveso
Zvratné sloveso (reflexivum) je v češtině a některých jiných jazycích typ slovesa, jehož tvar je tvořen plnovýznamovým slovesem doplněným o volný morfém se nebo si, kterým se děj slovesa obrací zpět na původce děje.
Kromě morfémů se a si se v některých případech (především u sloves vyjadřujících pohyby těla) užívá také zvratný instrumentál sebou: vrtět sebou, házet sebou či šít sebou.

## Zvratná slovesa s morfémemse
Zvratná slovesa můžeme rozdělit na:
- vlastní – děj slovesa se prostřednictvím zvratného zájmena obrací zpět na původce děje: mýt nádobí – mýt se; vidět zrcadlo – vidět se v zrcadle; oblékat panenku – oblékat se;
- reciproční – děj slovesa prostřednictvím morfému postihuje dva subjekty zároveň: milovat se, protínat se. U některých z nich nelze morfém se vypustit (reflexiva tantum): přátelit se. Některá z nich mohou mít i jiný, odlišný význam: křižovat se (reciproční – cesty se křižují, vlastní – babička se křižuje).
- reflexiva tantum – sloveso nelze bez morfému se použít: bát se, smát se, dařit se, dít se (v češtině se vyskytuje přibližně 100 reflexiv tantum)
- fakultativní – morfém se se může a nemusí u slovesa použít, přičemž význam slovesa zůstává víceméně stejný: koukat – koukat se, končit – končit se, šplhat – šplhat se.

## Zvratná slovesa s morfémemsi
Zvratných sloves s morfémem si je v češtině výrazně méně a tento morfém má i výrazně užší významové užití. Slovesa dělíme na:
- vlastní – děj slovesa se prostřednictvím zvratného zájmena obrací zpět na původce děje: zpívat mamince – zpívat si; číst dědečkovi – číst si;
- reciproční – děj slovesa prostřednictvím morfému postihuje dva subjekty zároveň: dopisovat si, rozumět si;
- reflexiva tantum – sloveso nelze bez morfému si použít: stěžovat si, libovat si.